# Акрам Накаш
Акрам Накаш (араб. أكرم نقاش, нар. 7 квітня 2002, Касабланка) — марокканський футболіст, захисник клубу ФАР (Рабат).
Виступав за молодіжну збірну Марокко.

## Клубна кар'єра
Народився 7 квітня 2002 року в Касабланці. Вихованець футбольної школи клубу «Уніон Туарга». Дорослу футбольну кар'єру розпочав 2021 року в основній команді того ж клубу, в якій провів три сезони, взявши участь у 34 матчах чемпіонату. 
До складу клубу ФАР (Рабат) приєднався 2024 року. 

## Виступи за збірні
2018 року дебютував у складі юнацької збірної Марокко (U-17), загалом на юнацькому рівні взяв участь у 3 іграх, відзначившись одним забитим голом.
З 2022 року залучався до складу молодіжної збірної Марокко.
2024 року включений до заявки олімпійської збірної Марокко для участі у футбольному турнірі на тогорічних Олімпійських іграх у Парижі.

## Статистика виступів

### Статистика клубних виступів
Станом на 24 липня 2024
| Сезон             | Команда           | Чемпіонат         | Чемпіонат | Чемпіонат | Національний кубок | Національний кубок | Національний кубок | Континентальні кубки | Континентальні кубки | Континентальні кубки | Інші змагання | Інші змагання | Інші змагання | Усього | Усього | Усього |
| Сезон             | Команда           | Ліга              | Ігор      | Голів     | Ліга               | Ігор               | Голів              | Ліга                 | Ігор                 | Голів                | Ліга          | Ігор          | Голів         | Ігор   | Голів  |        |
| ----------------- | ----------------- | ----------------- | --------- | --------- | ------------------ | ------------------ | ------------------ | -------------------- | -------------------- | -------------------- | ------------- | ------------- | ------------- | ------ | ------ | ------ |
| 2021–22           | «Уніон Туарга»    | Б2                | 10        | 0         | КМ                 | 0                  | 0                  |                      | -                    | -                    |               | -             | -             | 10     | 0      |        |
| 2022–23           | «Уніон Туарга»    | Б1                | 22        | 2         | КМ                 | 1                  | 0                  |                      | -                    | -                    |               | -             | -             | 23     | 2      |        |
| 2023–24           | «Уніон Туарга»    | Б1                | 2         | 0         | КМ                 | 0                  | 0                  |                      | -                    | -                    |               | -             | -             | 2      | 0      |        |
| Усього за кар'єру | Усього за кар'єру | Усього за кар'єру | 34        | 2         |                    | 1                  | 0                  |                      | -                    | -                    |               | -             | -             | 35     | 2      |        |